# Zebrasoma rostratum
El Zebrasoma rostratum, comúnmente llamado pez cirujano negro o espiga negra, es un pez acantúrido marino de arrecife de la familia Acanthuridae. Vive a una profundidad de 10 metros o más. Alcanza una longitud total de 21 centímetros. El Zebrasoma rostratum está en las aguas del Océano Pacífico, cerca de las Islas de la Sociedad, Islas Marquesas, Islas de la Línea, Islas Tuamuto y las Islas Pitcairn.